# تیمی دوگان
تیمی دوگان (انگلیسی: Timmy Duggan؛ زادهٔ ۱۴ نوامبر ۱۹۸۲) دوچرخه‌سوار اهل ایالات متحده آمریکا است. وی در بازی‌های المپیک تابستانی ۲۰۱۲ شرکت کرده است.